# Cheiloneurus chinensis
Cheiloneurus chinensis är en stekelart som beskrevs av Shi, Wang, Si och Wang 1994. Cheiloneurus chinensis ingår i släktet Cheiloneurus och familjen sköldlussteklar. Inga underarter finns listade i Catalogue of Life.